# Pablo Honey
Pablo Honey è il primo album in studio del gruppo musicale britannico Radiohead, pubblicato il 22 febbraio 1993 dalla Parlophone.
L'album debuttò alla 25ª posizione della Official Albums Chart, raggiungendo come posizione massima la 22ª cinque anni dopo la sua pubblicazione.

## Descrizione
Il titolo dell'album prende il nome da una cassetta contenente una serie di scherzi telefonici ad opera dei Jerky Boys, una band newyorkese. Uno scherzo iniziava con un membro della band che telefonando ad un certo Pablo si fingeva sua madre. Le prime parole erano dunque "Pablo, Honey..." ("Pablo, Tesoro..."). Thom Yorke pensò che "Pablo, honey" fosse un nome adatto per l'album.
L'album contiene il singolo Creep, che ha permesso alla band di emergere dalla scena underground. Il grande successo di Creep, in particolar modo presso il pubblico statunitense, ha rischiato di incombere sul futuro della band come un punto di riferimento fuorviante; per quanto sia indubbiamente un brano di qualità, è presto diventato inadeguato a rappresentare la portata innovativa del lavoro dei Radiohead.
In effetti, nonostante i suoi indubbi meriti, Pablo Honey è spesso considerato – sia dalla critica che dal pubblico – come una falsa partenza per quella che si sarebbe presto rivelata una delle formazioni più influenti sulla scena rock tra gli anni novanta e il duemila. Difatti, lo stile della band (grazie anche alla collaborazione del produttore Nigel Godrich) si sarebbe presto evoluto in direzione di una maggiore complessità, e già le sonorità del successivo The Bends sono piuttosto lontane da quelle del lavoro d'esordio. Non è un caso che i Radiohead siano alquanto riluttanti ad eseguire dal vivo le canzoni di Pablo Honey. Da menzionare comunque, oltre Creep, tracce come Anyone Can Play Guitar, Stop Whispering, Blow Out, che con la loro miscela di atmosfere ora tranquille ed ora rumoristiche, contribuiranno al buon successo dell'album. Nonostante tutto Pablo Honey è comunque considerato come un normale disco alternative rock degli anni novanta anche se, come detto in precedenza, non all'altezza dei lavori successivi del gruppo.
Inoltre You è stato uno dei primi successi tra i fan dei Radiohead ed è una delle pochissime canzoni di Pablo Honey eseguite anche dopo il 1998 (l'ultima esecuzione risale attualmente al 2002). La traccia appare per la prima volta nel loro demo Manic Hedgehog del 1991, per poi essere anche inserita nei successivi EP Drill (1992) e Itch (1994). La canzone si avvale di una struttura musicale molto rara, i 23/8. Il testo è invece quello di un'ossessiva canzone d'amore.

## Tracce
1. You – 3:29
2. Creep – 3:56
3. How Do You? – 2:12
4. Stop Whispering – 5:26
5. Thinking About You – 2:41
6. Anyone Can Play Guitar – 3:38
7. Ripcord – 3:10
8. Vegetable – 3:13
9. Prove Yourself – 2:25
10. I Can't – 4:13
11. Lurgee – 3:08
12. Blow Out – 4:40

## Formazione
- Thom Yorke – voce, chitarra elettrica, chitarra acustica (traccia 5)
- Jonny Greenwood – chitarra elettrica, pianoforte (traccia 2), organo (traccia 5)
- Ed O'Brien – chitarra elettrica, chitarra acustica (traccia 5)
- Colin Greenwood – basso
- Phil Selway – batteria

## Classifiche
| Classifica (1993) | Posizione massima |
| ----------------- | ----------------- |
| Australia         | 86                |
| Canada            | 42                |
| Nuova Zelanda     | 44                |
| Paesi Bassi       | 61                |
| Regno Unito       | 25                |
| Stati Uniti       | 32                |
| Svezia            | 56                |
| Classifica (1996) | Posizione massima |
| Belgio (Fiandre)  | 38                |
| Belgio (Vallonia) | 28                |
| Classifica (1998) | Posizione massima |
| Regno Unito       | 22                |